# Víktor Ivanov
Víktor Ivanov (rus: Виктор Николаевич Иванов)  (Moscou, 21 de desembre de 1930 - 14 d'agost de 2003) fou un remer rus que va competir sota bandera soviètica durant la dècada de 1950.
El 1956 va prendre part en els Jocs Olímpics d'Estiu de Melbourne, on guanyà la medalla de plata en la prova del dos sense timoner del programa de rem. Va fer parella amb Ígor Buldakov. En el seu palmarès també destaquen quatre medalles al Campionat d'Europa de rem, tres d'or i una de plata entre les edicions de 1953 i 1956, sempre en el dos sense timoner. Entre 1954 i 1958 guanyà el campionat soviètic del dos sense timoner.